# Seznam kulturních památek v Janovicích nad Úhlavou
Tento seznam nemovitých kulturních památek ve městě Janovice nad Úhlavou v okrese Klatovy vychází z  Ústředního seznamu kulturních památek ČR, který na základě zákona č. 20/1987 Sb., o státní památkové péči, vede Národní památkový ústav jako ústřední organizace státní památkové péče. Údaje jsou průběžně upřesňovány, přesto mohou obsahovat i řadu věcných a formálních chyb a nepřesností či být neaktuální. 
Pokud byly některé části dotčeného území vyčleněny do samostatných seznamů, měly by být odkazy na tyto dílčí seznamy uvedeny v úvodu tohoto seznamu nebo v úvodu příslušné sekce seznamu.

## Janovice nad Úhlavou
|  |  | Hledat fotografie a kategorie ve Wikimedia Commons podle rejstříkového čísla památky | Nahrát snímek k tomuto tématu do úložiště Wikimedia Commons |  |

|  | Kategorie „Church of Saint John the Baptist (Janovice nad Úhlavou) “ na Wikimedia Commons | Hledat fotografie a kategorie ve Wikimedia Commons podle rejstříkového čísla památky | Nahrát snímek k tomuto tématu do úložiště Wikimedia Commons |  |

|  | Kategorie „Janovice nad Úhlavou Castle “ na Wikimedia Commons | Hledat fotografie a kategorie ve Wikimedia Commons podle rejstříkového čísla památky | Nahrát snímek k tomuto tématu do úložiště Wikimedia Commons |  |

|  |  | Hledat fotografie a kategorie ve Wikimedia Commons podle rejstříkového čísla památky | Nahrát snímek k tomuto tématu do úložiště Wikimedia Commons |  |

|  | Kategorie „Hrob obětí transportu smrti (Janovice nad Úhlavou) “ na Wikimedia Commons | Hledat fotografie a kategorie ve Wikimedia Commons podle rejstříkového čísla památky | Nahrát snímek k tomuto tématu do úložiště Wikimedia Commons |  |

|  | Kategorie „Jewish cemetery in Janovice nad Úhlavou “ na Wikimedia Commons | Hledat fotografie a kategorie ve Wikimedia Commons podle rejstříkového čísla památky | Nahrát snímek k tomuto tématu do úložiště Wikimedia Commons |  |

## Petrovice nad Úhlavou
|  |  | Hledat fotografie a kategorie ve Wikimedia Commons podle rejstříkového čísla památky | Nahrát snímek k tomuto tématu do úložiště Wikimedia Commons |  |

|  |  | Hledat fotografie a kategorie ve Wikimedia Commons podle rejstříkového čísla památky | Nahrát snímek k tomuto tématu do úložiště Wikimedia Commons |  |

## Rohozno
|  |  | Hledat fotografie a kategorie ve Wikimedia Commons podle rejstříkového čísla památky | Nahrát snímek k tomuto tématu do úložiště Wikimedia Commons |  |

|  | Kategorie „Bridge over the Úhlava in Rohozno “ na Wikimedia Commons | Hledat fotografie a kategorie ve Wikimedia Commons podle rejstříkového čísla památky | Nahrát snímek k tomuto tématu do úložiště Wikimedia Commons |  |

|  | Kategorie „Bridge over the Úhlava in Rohozno “ na Wikimedia Commons | Hledat fotografie a kategorie ve Wikimedia Commons podle rejstříkového čísla památky | Nahrát snímek k tomuto tématu do úložiště Wikimedia Commons |  |

## Veselí
| Památka                  | Fotografie                                      | Rejstříkové číslo v ÚSKP                                                             | Sídelní útvar                                               | Poloha                                          | Popis a poznámky |
| ------------------------ | ----------------------------------------------- | ------------------------------------------------------------------------------------ | ----------------------------------------------------------- | ----------------------------------------------- | --- |
| Zámek Veselí (Q22978022) | \| \| \| \| \| \|                               | 103379 Pam. katalog MIS                                                              | Veselí                                                      | Veselí 2 49°20′57,61″ s. š., 13°12′19,92″ v. d. | Zámek. V základech středověká tvrz, přestavěná renesančně do roku 1543, romanticky upravená někdy po roce 1863 podle návrhu klatovského architekta Josefa Mayera, s dochovaným parkem a ohrazením. Tvrz byla založena na místě vyvýšeném několik metrů nad okolní terén, zaplavovaný řekou Úhlavou. Areál se svažoval příkřeji k jihu a východu, kde byly ke zvýšení obranyschopnosti založeny minimálně dva rybníčky, od severu a západu chráněn příkopem. Zámek, postavený na zbytcích bývalé tvrze, je zasazený do nevelkého parku, obehnaného na západní, jižní a severovýchodní straně kamennou ohradní zdí, která plní současně funkci zdi tarasní. Vstup do areálu od jihu pilířovou vstupní branou. Severovýchodně od zámecké budovy vstupní branka do parku. Na severozápadní straně zámecký areál sousedí s bývalým hospodářským dvorem zámku. - zámek čp. 2 - park - ohrazení se vstupní branou a brankou do parku Památkově chráněno od 10. listopadu 2008. |
|                          | Kategorie „Veselí Castle “ na Wikimedia Commons | Hledat fotografie a kategorie ve Wikimedia Commons podle rejstříkového čísla památky | Nahrát snímek k tomuto tématu do úložiště Wikimedia Commons |                                                 | |